# Simon Spruyt
Simon Spruyt, né le 16 avril 1978 à Perk (province du Brabant flamand), est un auteur de bande dessinée belge néerlandophone. Il a aussi utilisé le pseudonyme Zlatan Magazurski.

## Biographie
Simon Spruyt naît le 16 avril 1978 à Perk,. Il fait ses études à l'Institut Saint-Luc de Bruxelles, dont il est diplômé en 2005 et ses dessins paraissent dans plusieurs revues. Plusieurs de ses ouvrages sont publiés par l'éditeur néerlandais Silvester à partir de 2006. Il fait partie des auteurs représentatifs de la nouvelle bande dessinée flamande qui est invitée d'honneur au Festival international de la bande dessinée d'Angoulême en 2009. Il s'associe avec Fritz Van den Heuvel, qui scénarise pour lui la bande dessinée parodique De Bamburgers. Son album SGF lui vaut le prix Stripvos (nl) décerné par la guilde flamande indépendante de la bande dessinée,.
Ses ouvrages sont publiés en français à partir de 2014, avec SGF aux éditions Même pas mal. Cette même année, il se voit décerner le prix Willy-Vandersteen pour Junker ; l'année suivante, cet album est traduit et publié chez Cambourakis,, que la librairie Esprit BD récompense avec un prix « Shérif d’or ». En 2017, paraît Papa Zoglu, de nouveau aux éditions Même pas mal. En 2019, chez Casterman paraît Bouvaert, élégie pour un âne, bande dessinée conçue en réaction à Pierre Paul Rubens, dont certains traits déplaisent à Spruyt,.
En 2021, Le Lombard publie Le Tambour de la Moskova, une « relecture d'un épisode de Guerre et Paix ». L'album est récipiendaire du prix Wolinski de la BD du Point ; l'ouvrage fait aussi partie de la sélection au grand prix de la critique.
En juin 2022, sort le tome 1 de la série historique Les Mémoires du dragon Dragon dont le héros est Pierre-Marie Dragon, un soldat de la Révolution. Nicolas Juncker a écrit le scénario et Simon Spruyt en est le dessinateur. Le volume 2, Belgique, c'est chic paraît en 2023,. Ce deuxième volume vaut à leurs auteurs de recevoir le prix Atomium de Bruxelles 2024 doté d'un montant de 7 500 euros. La série compte trois tomes en 2025.
En outre, il est un des artistes à contribuer à l'artbook Building Bridges in Europe [« Construire des ponts en Europe »] publié par the European Association of National Builders’ Merchants Associations and Manufacturers (UFEMAT) en 2012, où il réalise une planche sur le viaduc de Millau.

## Œuvres parues en français
- SGF (scénario et dessin), couleurs de Maarten De Saeger, traduction de Laurent Bayer, Éditions Même pas mal, 2014  (ISBN 978-2-918645-28-3)
- Junker[7], Cambourakis, Paris, 18 février 2015
Scénario et dessin : Simon Spruyt - Couleurs : noir et blanc -  (ISBN 978-2-366-24123-5) — traduction de Daniel Cunin.
- Papa Zoglu[20],[21], Éditions Même pas mal, Marseille, 12 mai 2017
Scénario, dessin et couleurs : Simon Spruyt -  (ISBN 978-2-918645-38-2) — traduction de Laurent Bayer.
- Bouvaert, élégie pour un âne[22],[23], Casterman, Bruxelles, 4 septembre 2019
Scénario, dessin et couleurs : Simon Spruyt -  (ISBN 978-2-203-16439-0) — traduction Laurent Bayer.
- Le Tambour de la Moskova[24], traduction Laurent Bayer, Le Lombard, 2021  (ISBN 978-2-8036-7774-0) — Sélection officielle du Festival d'Angoulême 2022.

### Les Mémoires du Dragon Dragon
- 1. Valmy, c'est fini[14],[25],[26], Le Lombard, Bruxelles, 3 juin 2022
Scénario : Nicolas Juncker - Dessin : Simon Spruyt - Couleurs : Frederik Van den Stock -  (ISBN 978-2-8082-0492-7)
- 2. Belgique, c'est chic[16],[27],[28], Le Lombard, Bruxelles, 2023
Scénario : Nicolas Juncker - Dessin : Simon Spruyt - Couleurs : Léa Chrétien -  (ISBN 978-2-8082-1028-7)
- 3. Osez, Joséphine[18],[29],[30], Le Lombard, Bruxelles, 14 février 2025
Scénario : Nicolas Juncker - Dessin : Simon Spruyt - Couleurs : Léa Chrétien -  (ISBN 978-2-8082-1366-0)

### Catalogues d'exposition
- Ceci n'est pas la BD Flamande[31] - La Flandre invitée d'honneur au Festival international de la bande dessinée d'Angoulême, Fonds flamand des lettres, Berchem, 2009
Scénario : Benoît Mouchart, Gert Meesters - Dessin : collectif - Couleurs : quadrichromie,Artistes : Serge Baeken, Randall Casaer, Constantijn Van Cauwenberge, Luc Cromheecke, Reinhart Croon, Steven Dhondt, Kim Duchateau, Brecht Evens, Stijn Gisquière, Inge Heremans, Jeroen Janssen, Philip Paquet, Gerolf Van de Perre, Pieter De Poortere, Olivier Schrauwen, Kristof Spaey, Simon Spruyt, Judith Vanistendael, Marnix Verduyn, Maarten Vande Wiele. (OCLC 901248335)

### Expositions

#### Expositions individuelles
- De Bamburgers : Rust en vrede ![32],[33], Centre belge de la bande dessinée, Bruxelles, du 24 avril au 30 août 2012.

#### Expositions collectives
- Ceci n'est pas la BD flamande[4], Festival d'Angoulême 2009.
- La nouvelle BD flamande, Centre belge de la bande dessinée, Bruxelles, du 19 septembre 2017 au 3 juin 2018[34].

## Prix et distinctions
- 2011 :  prix Stripvos (nl) décerné par la Gilde flamande indépendante de bande dessinée (nl) pour SGF[3],[2] ;
- 2014 :  prix Willy-Vandersteen pour Junker - Een Pruisische Blues[3] ;
- 2020 :  prix littéraire Prince Alexandre de Belgique pour Bouvaert, élégie pour un âne[35],[36] ;
- 2021 :  prix Wolinski de la BD du Point : Le Tambour de la Moskova[13],[1] ;
- 2024 :  prix Atomium de Bruxelles partagé avec Nicolas Juncker pour Dragon Dragon tome 2 : Belgique, c’est chic[17].

#### Livres
: document utilisé comme source pour la rédaction de cet article.
- Philippe Mellot, Michel Denni, Laurent Turpin et Isabelle Morzadec, Trésors de la bande dessinée : BDM 2025-2026 - Catalogue encyclopédique et Argus, Paris, Les Arènes, novembre 2024, 24e éd., 1839 p., ill. ; 23 cm (ISBN 979-10-37512-61-1, OCLC 1478218824, présentation en ligne), p. 233, 780, 917, 1049, 1363. .

#### Périodiques
- Olivier Van Vaerenbergh, « Les Flamands prennent le pinceau », Le Vif/L'Express,‎ 7 novembre 2019 (lire en ligne , consulté le 13 avril 2023).
- Colin Bouchat, « [la bd de la semaine] Le Tambour de la Moskova, de Simon Spruyt: la guerre et la paix », Focus Vif,‎ 25 mars 2021 (lire en ligne , consulté le 13 avril 2023).
- Laurence Le Saux, « BD : le magnétique et cruel “Tambour de la Moskova” de Simon Spruyt », Télérama,‎ 4 avril 2021 (lire en ligne).
- Simon Spruyt (interviewé par Jean-Christophe Ogier), « Palette : Spruyt encense Bruegel - Entretien avec Simon Spruyt », Casemate, no 149,‎ août-septembre 2021, p. 80-81 (ISSN 1964-504X).

#### Articles
- Jean-Christophe Ogier, « BD, bande dessinée. Petit tambour deviendra vieux », sur France Info, 28 mars 2021.

### Émissions de radio
- Simon Spruyt (interviewé par Antoine de Caunes et Charline Roux), « Simon Spruyt », France Inter,‎ 4 mai 2021 (lire en ligne, consulté le 13 avril 2023).